# Lacul Strachina
Lacul Strachina este o rezervație naturală de protecție avifaunistică situată în județul Ialomița, pe teritoriul administrativ al orașului Țăndărei și al comunei Valea Ciorii.

## Localizare
Aria naturală se află în partea nord-estică a județului Ialomița, pe teritoriul nord-vestic al orașului Țăndărei și cel sudic al  satului Valea Ciorii, în imediata apropierea a drumului național DN2A care leagă municipiul Slobozia de satul Lumina.

## Descriere
Rezervația naturală a fost declarată arie protejată prin Hotărârea de Guvern nr. 2151 din 2004 (privind instituirea de noi arii naturale protejate) și se suprapune sitului Natura 2000 - Lacul Strachina (sit SPA). Lacul Strachina este o zonă umedă în arealul căreia au fost identificate mai multe specii de păsări migratoare, de pasaj sau sedentare (dintre care unele foarte rare și protejate prin lege); printre care: barză albă (Ciconia ciconia), barză neagră (Ciconia nigra), stârc galben (Ardeola ralloides), stârc de noapte (Nycticorax nycticorax), egretă albă (Egretta alba), gaia neagră (Milvus migrans), stârc roșu (Ardea purpurea), acvilă țipătoare mică (Aquila pomarina), vultur pescar (Pandion haliaetus), cristei de câmp (Crex crex), sitarul de mal (Limosa limosa), chira mică (Sterna albifrons), pițigoi-pungar (Remiz pendulinus), privighetoare-de-baltă (Acrocephalus melanopogon), fâsă-de-câmp (Anthus campestris), erete sur (Circus pygargus), gârliță mare (Anser albifrons), gârliță mică (Anser erythropus), rață mare (Anas platyrhynchos) sau ciuf de câmp (Asio flammeus).

## Atracții turistice
În vecinătatea rezervației naturale se află câteva obiective de interes turistic (lăcașuri de cult, monumente istorice, arii protejate, zone naturale, situri arheologice), astfel:
- Biserica "Sf. Voievozi" din Țăndărei, construcție 1839, monument istoric
- Situl arheologic de la Țăndărei (descoperiri de așezări atribuite epocilor medieval-timpurii și bronzului)
- Situl de protecție specială avifaunistică Natura 2000 - Balta Tătaru